# Pandora (planetoïde)
(55) Pandora is een heldere planetoïde in de planetoïdengordel. De planetoïde werd op 10 september 1858 door George Mary Searle ontdekt. Hij is genoemd naar Pandora, de eerste vrouw in de Griekse mythologie die door Hephaistos uit water en aarde werd gevormd.